# Bachhrawan
Bachhrawan é uma cidade e uma nagar panchayat no distrito de Rae Bareli, no estado indiano de Uttar Pradesh.

## Geografia
Bachhrawan está localizada a 26° 29′ N, 81° 07′ L. Tem uma altitude média de 116 metros (380 pés).

## Demografia
Segundo o censo de 2001, Bachhrawan tinha uma população de 11,879 habitantes. Os indivíduos do sexo masculino constituem 52% da população e os do sexo feminino 48%. Bachhrawan tem uma taxa de literacia de 67%, superior à média nacional de 59.5%; com 57% para o sexo masculino e 43% para o sexo feminino. 15% da população está abaixo dos 6 anos de idade.